# Fredric Wertham
Fredric Wertham (* 20. März 1895 in Nürnberg als Friedrich Ignatz Wertheimer; † 18. November 1981 in Kempton, Pennsylvania) war ein deutsch-amerikanischer Psychiater und Autor. Bekannt geworden ist er vor allem durch sein 1954 veröffentlichtes Buch Seduction of the Innocent, das die Erstellung des Comics Code zur Folge hatte.

## Herkunft, Ausbildung und Beruf
Fredric Werthams Eltern waren der Kaufmann Sigmund Wertheimer und dessen Frau Mathilde, geb. Lust. Wertham studierte in München, Erlangen, London und Würzburg, wo er 1921 seinen Abschluss machte. Wertham erhielt im selben Jahr eine Anstellung in einer Münchener Klinik. Dort untersuchte der Klinikleiter Emil Kraepelin einen möglichen Zusammenhang zwischen sozialem Hintergrund und Umgebungsbedingungen einerseits und dem Verhalten der Patienten andererseits. 1922 emigrierte Wertham in die USA. Mit seiner Einbürgerung im Jahr 1927 amerikanisierte er seinen Namen. In den USA arbeitete Wertham unter anderem an der Johns Hopkins University, bevor er Chef der Lafargue Clinic, einer psychiatrischen Klinik im New Yorker Stadtteil Harlem, wurde.

## Frühe Veröffentlichungen
1934 veröffentlichte Wertham sein erstes wissenschaftliches Werk The Brain as an Organ. Als forensischer Psychologe wurde er regelmäßig mit der Erstellung psychiatrischer Gutachten für Strafgerichtsverfahren beauftragt. In den folgenden Jahren stellte er Untersuchungen über die Einflüsse von Bildung und sozialem Umfeld auf späteres kriminelles Verhalten an, die in seiner Fallstudie Dark Legend (1941) ihren Niederschlag fanden. Darin setzt sich Wertham mit der Geschichte eines 17-Jährigen auseinander, der seine Mutter getötet hatte. Wertham konstatierte, dass der Junge in einer durch den Einfluss von Filmen, Radiohörspielen und Comics hervorgerufenen Traumwelt lebte. Damit stellte Wertham zum ersten Mal eine direkte Verbindung zwischen Comics und Verbrechen her. Zugleich hatte der Wissenschaftler „sein Thema“ gefunden, das in den folgenden Jahrzehnten in den Mittelpunkt seiner Arbeiten rückte.
1949 publizierte er mit Show of Violence eine weitere Studie, in der er über ausgewählte Mordfälle berichtete, mit denen er in seiner Eigenschaft als Gerichtssachverständiger befasst war.

## Seduction of the Innocent
→ Hauptartikel: Seduction of the Innocent
In seiner 1954 erschienenen bekanntesten Publikation Seduction of the Innocent (dt.: Verführung der Unschuldigen) versuchte Wertham unter Zuhilfenahme statistischer Methoden, die Schädlichkeit von Comics nachzuweisen. Er ging davon aus, dass die Darstellung von unmoralischen Sachverhalten unmittelbare Auswirkungen auf den kind-/jugendlichen Leser hat. So beschrieb Wertham ein – angeblich – durch Comic-Lesen hervorgerufenes Krankheitsbild, die Lineare Dyslexie. Diese Bezeichnung erfand er für eine bestimmte Form von Leseschwäche, nämlich die Unfähigkeit den Sinngehalt von Texten zu erfassen, die einen größeren Umfang hatten als eine Sprechblase.
Anhand vieler Beispiele prangerte Wertham insbesondere die unzähligen Gewaltdarstellungen in den damals beliebten „Crime Comics“ an. Die Sammlung von Bildzitaten in seinem Buch stellte in der Tat eine Anhäufung grausiger Szenen dar und belegte den von Wertham kritisierten „Kult der Gewalt“. Daneben fand er in den hautengen Tops von Phantom Lady oder in leicht geschürzten Dschungelheldinnen Verführungen zu sexueller Perversion. Die Schlinge des Zauberlassos von Wonder Woman war für ihn ein Vagina-Symbol, im Verhältnis von Batman zu Robin fand er Hinweise auf eine homosexuelle Beziehung.
Das Buch wurde zum Bestseller. Durch zahlreiche weitere Publikationen und Fernsehauftritte gelangte Wertham, der ein talentierter Populist war, zu einer gewissen nationalen Berühmtheit. Er verglich die Hersteller und Verleger von Comics mit sadistischen Vampiren, die die Lebenssäfte unschuldiger Kinder aussaugten. Comics verursachten seiner Ansicht nach eine systematische Vergiftung des Brunnens kindlicher Spontaneität und stellten die Weichen für spätere aggressive Verbrechen.
Wertham bezeichnete unter anderem die Brooklyn Thrill Killers als ein Beispiel für die potentiellen Gefahren, welche von Comics ausgehen.

## Der Comics Code
Die von Wertham vertretenen Thesen wurden als Argumente bei politischen Diskussionen vornehmlich von Konservativen aufgegriffen, die gesetzliche Maßnahmen gegen das Comic-Unwesen forderten.
Mit seinen Stellungnahmen gegen Crime Comics wird Wertham ein maßgeblicher Anteil an der Aufstellung des „Comics Codes“ der „Comics Magazine Association of America“ zugeschrieben, der im Oktober 1954 in Kraft trat. Dies war eine Art freiwillige Selbstkontrolle der Produzenten, dem sich die Comic-Verleger beugen mussten. Der Comic-Code wurde beschlossen, um staatlichen Zensurmaßnahmen zuvorzukommen.
Mit dem Zustandekommen des Comics Codes begann das öffentliche Interesse an Wertham und seiner Mission nachzulassen. Auch in den folgenden Jahrzehnten – insbesondere in seinem Werk Sign for Cain (1964) – hielt Wertham seine umstrittenen Thesen im Grundsatz aufrecht, auch wenn er nun primär das Fernsehen für die Ursache gesellschaftlicher Missstände hielt.